# Whitefield (Oklahoma)
Whitefield – miasto w Stanach Zjednoczonych, w stanie Oklahoma, w hrabstwie Haskell.